# Alfred Aschauer

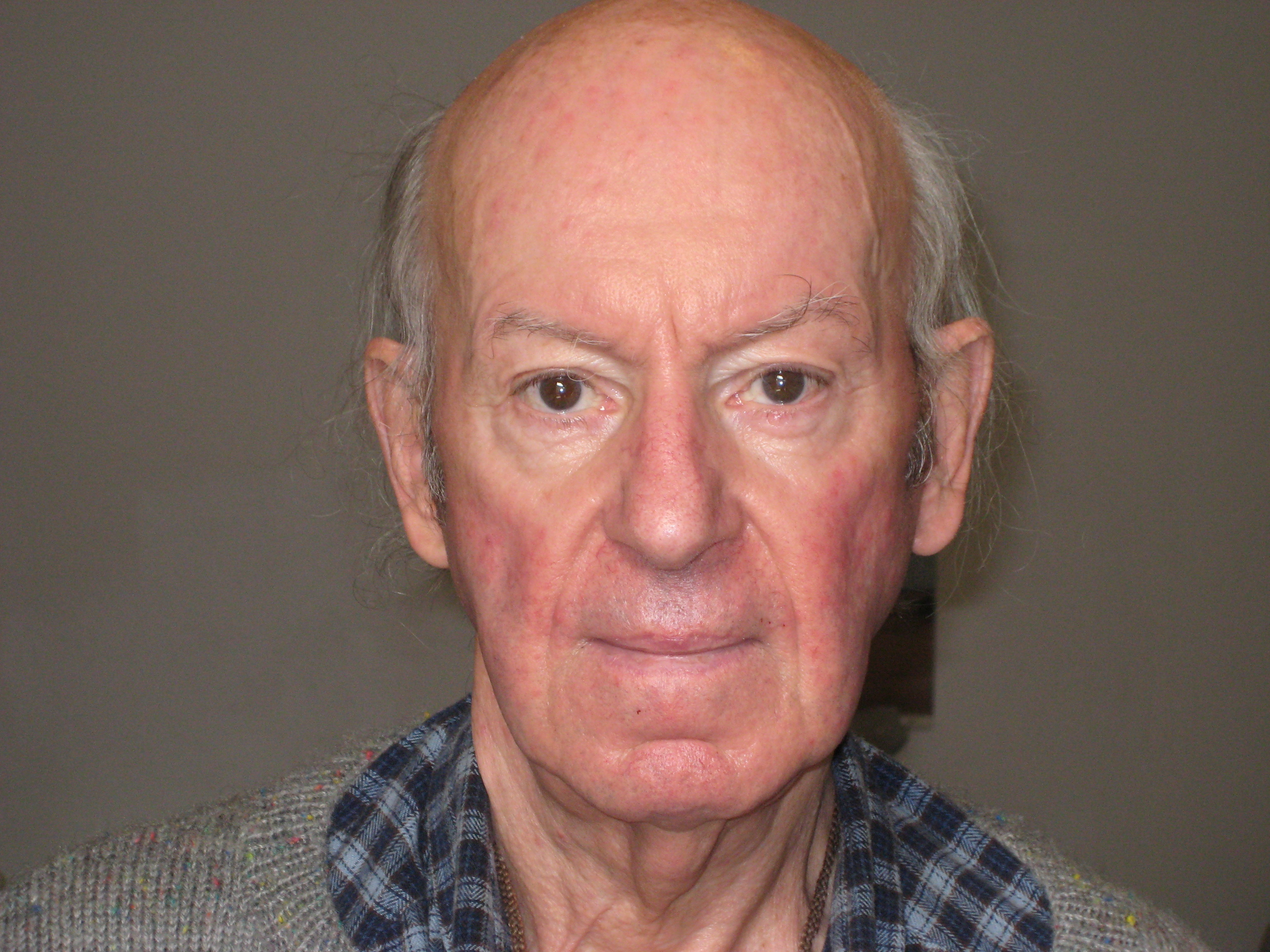
Alfred Aschauer in 2007

Alfred Aschauer (* 15. September 1931 in Bischofswiesen; † 15. Mai 2013 in München) war ein deutscher Bildhauer sowie von 1964 bis 1973 wissenschaftlicher Assistent am Lehrstuhl für plastisches Gestalten an der Technischen Universität München.

## Leben und Wirken
Geboren in Bischofswiesen als Sohn des „berühmten Bergführers“ Josef Aschauer, ist Alfred Aschauer in seiner Heimatregion „fast unbekannt“.
Bei Kriegsende erst 14 Jahre alt, kannte Aschauer zu diesem Zeitpunkt noch keine bis dahin als „entartet“ geltende, abstrakte Kunst. Erst nachdem er 1950 sein Abitur abgelegt hatte und ab 1952 an der Akademie der Bildenden Künste München bei Anton Hiller zu studieren begonnen hatte, lernte er abstrakte Kunst kennen und machte sie zu seinem künstlerischen Schwerpunkt. Ab 1953 setzte er sein Studium an der Akademie der Bildenden Künste Nürnberg bei Hans Wimmer fort. 1958 ergänzte er sein Studium um eine Ausbildung in der Technik des Bronzegusses im Wachsausschmelzverfahren in der Münchner Erzgießerei Hans Mayr. 1959 schloss er in der Nürnberger Akademie sein Studium mit der Ernennung zum Meisterschüler ab.
1960 kehrte er nach Berchtesgaden zurück, um dort eine eigene Metall-Gießerei im elterlichen Anwesen einzurichten und bis 1964 zu betreiben. Anschließend war er von 1964 bis 1973 als wissenschaftlicher Assistent am Lehrstuhl für Plastisches Gestalten von Fritz Koenig an der Technischen Universität München tätig, nahm in der Zeit aber auch schon an mehreren Gruppenausstellungen teil, präsentierte Werke von sich in Einzelausstellungen in Paris und Holland und hatte zwei Großskulpturen aus Stahl geschaffen. Die eine wurde vor der Philosophischen Fakultät der Friedrich-Alexander-Universität Erlangen-Nürnberg in Erlangen, die andere in Neuperlach aufgestellt.
Ab 1973 lebte und arbeitete er bis zu seinem Tod ausschließlich als freischaffender Bildhauer in München.

## Ausstellungen

### Einzelausstellungen
- 1970: Ausstellung in der Galerie 3+2 D’Halluin & Cie, Paris, zusammen mit Hans Bellmer
- 1972: Galerie Nouvelles Images in den Haag, Holland
- 1974: Galerie Levy, Hamburg, zusammen mit Peter Paul
- 1975: „Plastik – Unikate“ in der GALLERIA NOVA, Regensburg
- 1988: „Bronzen“ in der Galerie Mader, München
- 1988: Galerie Brockstedt, Hamburg, zusammen mit Johannes Grützke
- 1993: „Bronzen“ in der Galerie M. Greiner, Starnberg
- 1995: „Bronzegüsse und Handzeichnungen“ im Bildungszentrum des Bezirkes Oberbayern, Kloster Seeon in Seeon

### Gruppenausstellungen
- 1963: „Junge Stadt sieht junge Kunst“ in Wolfsburg
- 1964: Herbstausstellung der Neuen Darmstädter Sezession
- 1966: „Hommage à Franz Roh“ im Kunstverein München
- 1966: „Plastik unserer Zeit“ in der Orangerie Erlangen
- 1966: „Skulpturen und Bildhauergraphik“, Galerie Lyon, Frankfurt am Main
- 1967: „Extra“ im Städtischen Museum Wiesbaden
- 1968: „8 German Sculptors“, a contribution from the German Art Council to the First Triennale India, New Delhi
- 1968: „Kunst und Kunststoff“, Städtisches Museum Wiesbaden
- 1968: „The First International Exhibition of Erotic Art“, Lund Kunsthall Sweden
- 1969: „Sculpture and Sculptural Form“, Staempfli Gallery, New York
- 1969: „plastieken in het lansshop“, Keukenhof bei Lisse, Holland
- 1974: Galerie E+T Sulzbeck, Erlangen-Tennenlohe
- 1975: Präsentation auf der Kunstmesse Art/75 in Basel durch die Galerie Brockstedt, Hamburg
- 1977: Präsentation auf den Kunstmessen in Köln und Hannover durch die Galerie Brockstedt, Hamburg
- 1987: „Bilder, Skulpturen, Graphiken, Objekte“ in der Galerie Mader, München
- 1990: „Aktzeichnungen“ in der Galerie Mader, München
- 1992: „Das Ewigweibliche zieht uns hinan“ in der Galerie Meautis, München
- 1999: „Secundo millenario exeunte“ in der Galerie Meautis, München

## Werke im öffentlichen Raum
- 1968: „Stahlplastik“ vor der Philosophischen Fakultät der Friedrich-Alexander-Universität Erlangen-Nürnberg
- 1970: Edelstahl-Skulptur in Neuperlach
- 1978: Edelstahlskulptur „Liegend“ in Schwabach
- 1978–1980: Künstlerische Neugestaltung des Hohenzollernplatzes, München; Granit-Brunnen auf dem Hohenzollernplatz, München
- 1979: Edelstahl-Brunnen „Wasserpyramide“ in Perlach (wurde 2016 entfernt)
- 1982: Granitsockel mit Schnecke, im Ortsteil Deisenhofen von Oberhaching
- 1984: Brunnen in Feldkirchen: Granitsäule mit Kapitell und Schneckenkugel
- 1988: Künstlerische Neugestaltung des Bahnhofplatzes in Dachau
- 1995: Bronzeskulptur „Baum“ im Kloster Seeon, Seeon
- 1998: Granit-Brunnen in Lengdorf

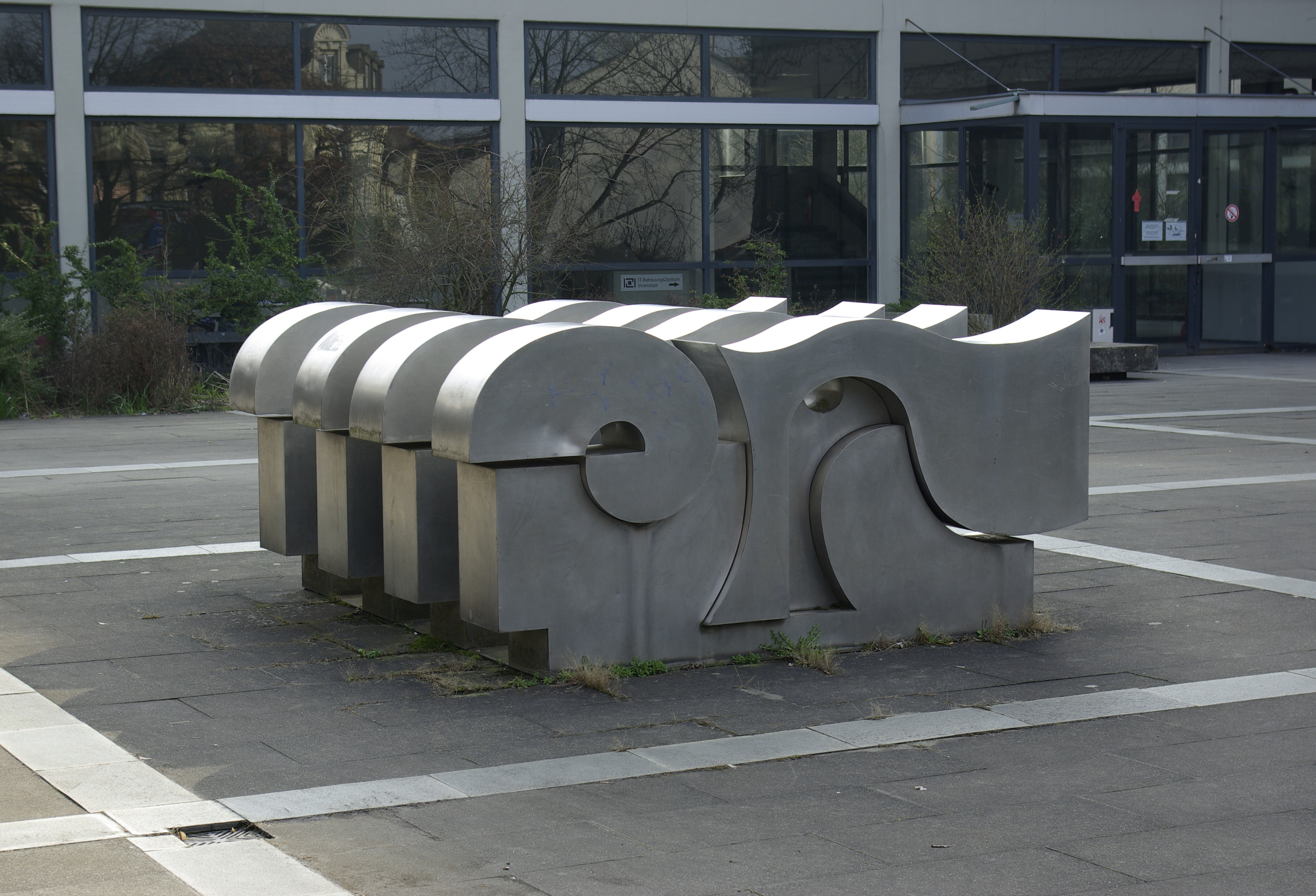
Stahlplastik (1968), Erlangen
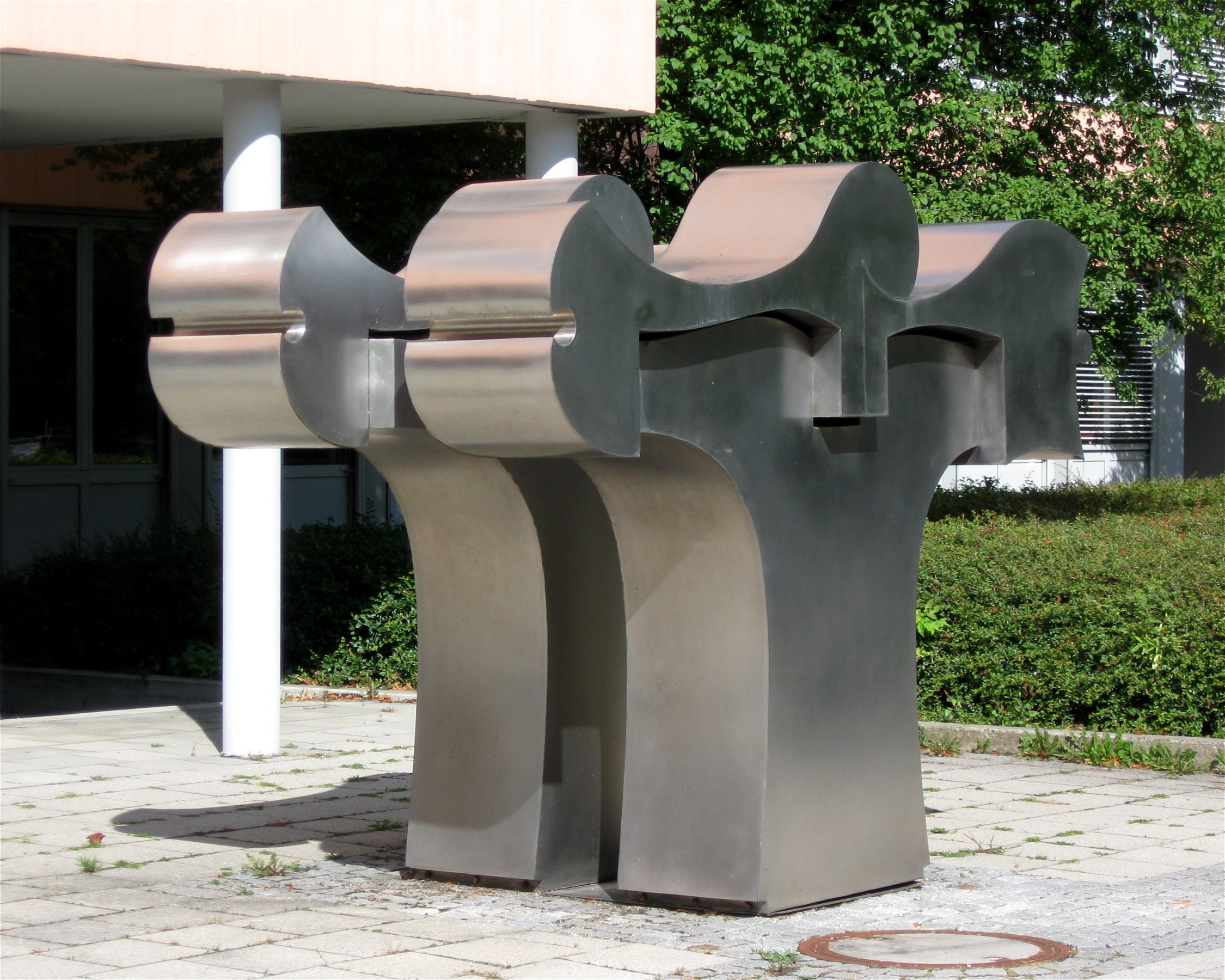
Stahlskulptur (1970), Neuperlach
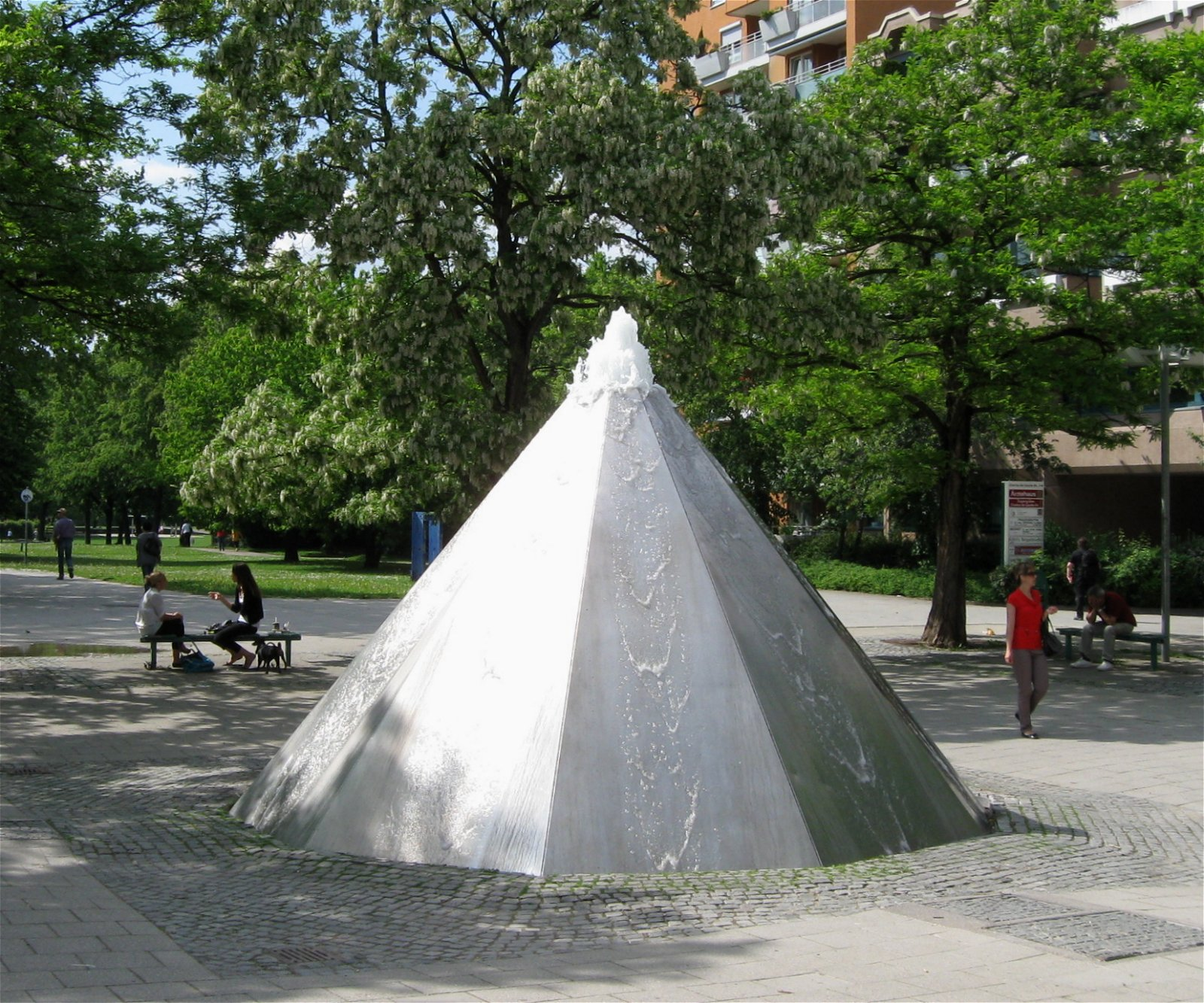
Wasserpyramide (1979), Perlach
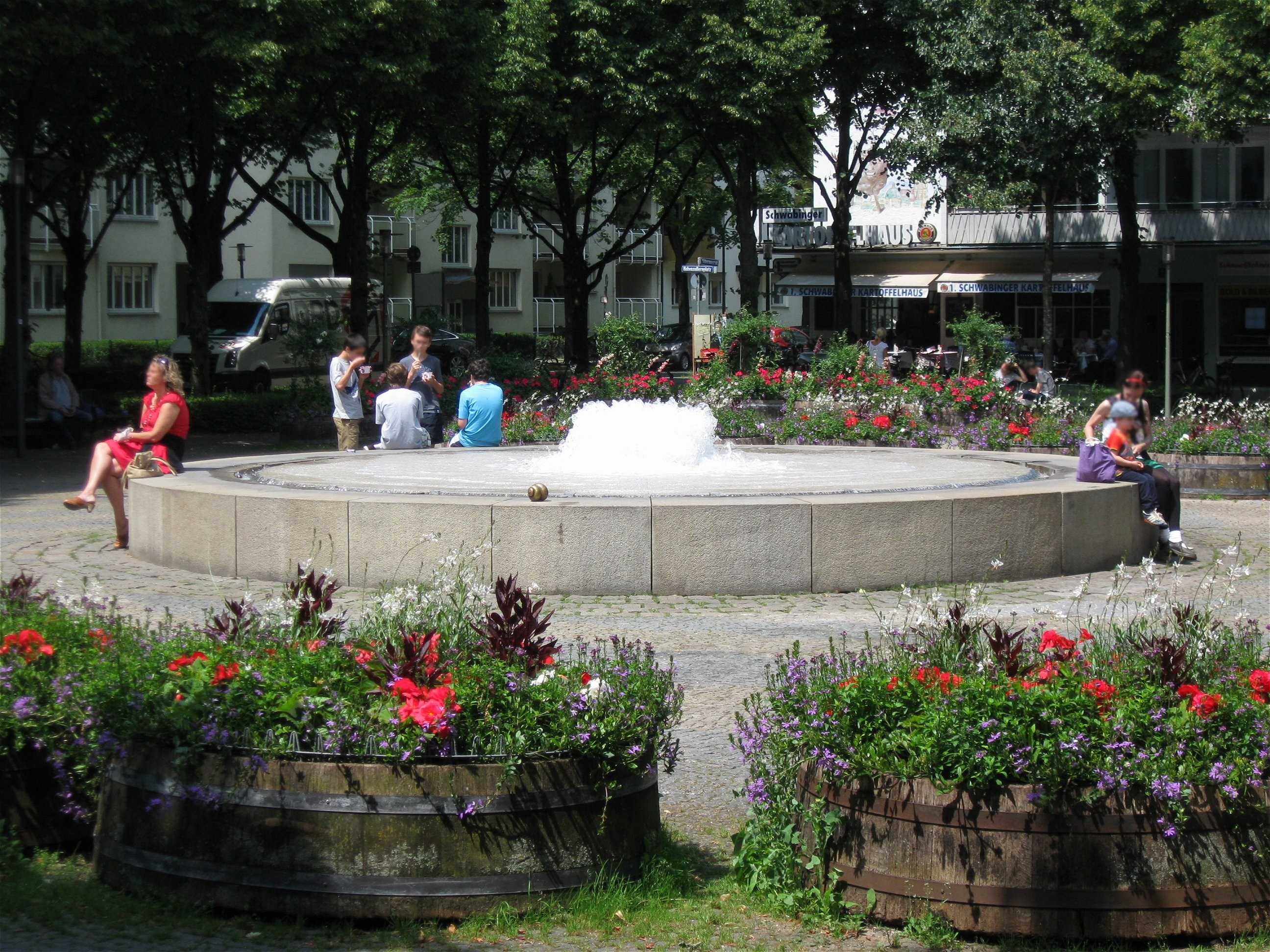
Springbrunnen (1980), Hohenzollernplatz, München

## Auszeichnungen
- 1963: Kunstpreis der Stadt Wolfsburg für Plastik und Ankauf der Bronze-Skulptur „Spaltung“ im Rahmen der Ausstellung „Junge Stadt sieht junge Kunst“

## Trivia
Eine laut dem Berchtesgadener Heimatkundeverein verbürgte Geschichte:

„„Aschi“ reizte es in den Fünfziger Jahren einmal, Materie kurz vor dem Auseinanderfallen in Bronze darzustellen. Er reichte das Werk bei einem Wettbewerb ein und gewann den ersten Preis. Begründung des damals berühmten „Kuratoriums unteilbares Deutschland“: Er hätte in unnachahmlicher Weise die Teilung Deutschlands dargestellt. Das war Aschauer zwar neu, aber er nahm den Preis an und kaufte sich davon einen BMW.“

## Film
- Film von Anka Kirchner über Alfred Aschauer und seine Arbeiten in der Sendereihe „Unter unserem Himmel“ im Bayerischen Fernsehen, 1995.